# Bevacizumab
El bevacizumab (nom comercial Avastin™) és un anticòs monoclonal que actua contra el factor de creixement de l'endoteli vascular (VEGF, de l'anglès vascular endothelial growth factor). És per tant un a antiangiogènic, i es fa servir en el tractament del càncer, donat que inhibeix el creixement tumoral per inhibició de la formació de vasos sanguinis. El Bevacizumab va ser el primer inhibidor de l'angiogènesi que es va comercialitzar, i va ser desenvolupat per Genentech. És comercialitzat als Estats Units per Genentech i a la resta del món per Roche (Principal accionista de Genentech).
El bevacizumab va ser aprovat per la FDA estatunidenca l'any 2004 per a ús en combinació amb quimioteràpia estàndard en el tractament del càncer de còlon metastàtic, així com per a la majoria de les formes metastàtiques de càncer de pulmó no microcític (de cèl·lules no petites = NSCLC, sigles en anglès usualment emprades). l'any 2008 va ser aprovat per la FDA en la indicació de càncer de mama, contra el parer del panell d'assessors externs. Actualment diversos estudis clínics de llarg seguiment estan arribant a la seva fi per tal de determinar la seguretat i eficàcia i, per tant, possible ús en: 
- Adjuvància / càncer de còlon no metastàtic[4]
- Càncer de mama metastàtic
- Càncer de cèl·lules renals metastàtic
- Glioblastoma multiforme metastàtic
- Càncer d'ovari metastàtic[5]
- Càncer de pròstata metastàtic refractari a tractament hormonal
- Càncer de pàncrees metastàtic o no reseccionable localment avançat